# 예일 대학교
예일 대학교(Yale University)는 미국 코네티컷주 뉴헤이븐에 있는 아이비 리그 사립 대학이다.
1701년 목사들이 세이브룩에 세운 칼리지어트 스쿨(Collegiate School)에서 비롯된 대학이며, 미국의 고등교육기관 중 하버드, 윌리엄 앤 메리에 이어 미국에서 세 번째로 오래된 고등교육기관이다. 미국의 여러 초창기 대학이 그렇듯이 이 학교도 당초 목회자 양성을 목적으로 10여명의 목사가 설립했다가 차츰 종합대학으로 발전했다. 1718년 지금의 위치로 옮기고 대학에 많은 기증을 한 엘리후 예일(Elihu Yale)을 기념하여 학교명을 피어선 칼리지에서 예일 칼리지(Yale College)로 바꾸었다. 1861년 일반대학원에서 미국 최초로 박사학위를 수여하기 시작한 대학이기도 하다.
공익을 위해 봉사하는 예일의 300년 전통은 최근 미국 대통령 여섯 명 중 네 명이 예일 출신이었다는 점을 비롯하여 미국 정부의 모든 기관에서 예일 졸업생들이 활동하고 있다는 사실에서 확인되고 있다.
뛰어난 분야로는 영문학, 철학, 역사학, 정치학, 국제관계학, 심리학, 생물학 등이 꼽힌다. 전문대학원도 로스쿨, 건축대학원, 미술대학원과 연극대학원을 대표로 대부분의 분야에서 미국 최상위권에 속한다. 역대 졸업생과 교수 포함 총 52명의 노벨상 수상자를 배출했다. 현재까지 총 5명의 미국 대통령, 수많은 해외 국가원수, 19명의 연방대법원 대법관, 20명의 노벨상 수상자, 30명의 퓰리처상 수상자, 16명의 억만장자들이 예일을 졸업했다.
1250만권 이상의 장서가 있는 도서관은 그 규모에서 대학도서관 중 세계 2위다.
또 피바디 자연사박물관, 영국미술센터, 대학미술관 등도 세계적인 명성을 가진 시설들이다.
예일 대학교는 초창기부터 거리가 가까운 하버드 대학교와 학문은 물론 스포츠를 포함한 다양한 분야의 경쟁을 하면서 함께 발전을 해왔다. 더 게임(The Game) 이라 불리는 하버드-예일 연례 미식축구 경기는 라이벌전이라는 성격에서 한국의 연고전(延高戰)과 비슷하며 1875년 처음 시작된 이후 매해 추수감사절 전 주말 열린다.
167억 달러의 기부금을 보유하고 있는 예일 대학교는 세계에서 두 번째로 부유한 대학이며 학자금 보조면에 있어서도 가장 우수한 학교 중 하나이다. 예일은 학비를 지불할 수 있는 경제력 여부와는 관계없이 학생들의 입학을 허가(Need-blind admission)하는 6개 대학 중 하나이며 모든 학생들의 재정적 필요를 충족할 만한 재정지원 프로그램을 운영하고 있다. 예일대학의 교지는 1,174km2이며 재학생 중 85%가 캠퍼스 안에서 생활한다.

## 역사

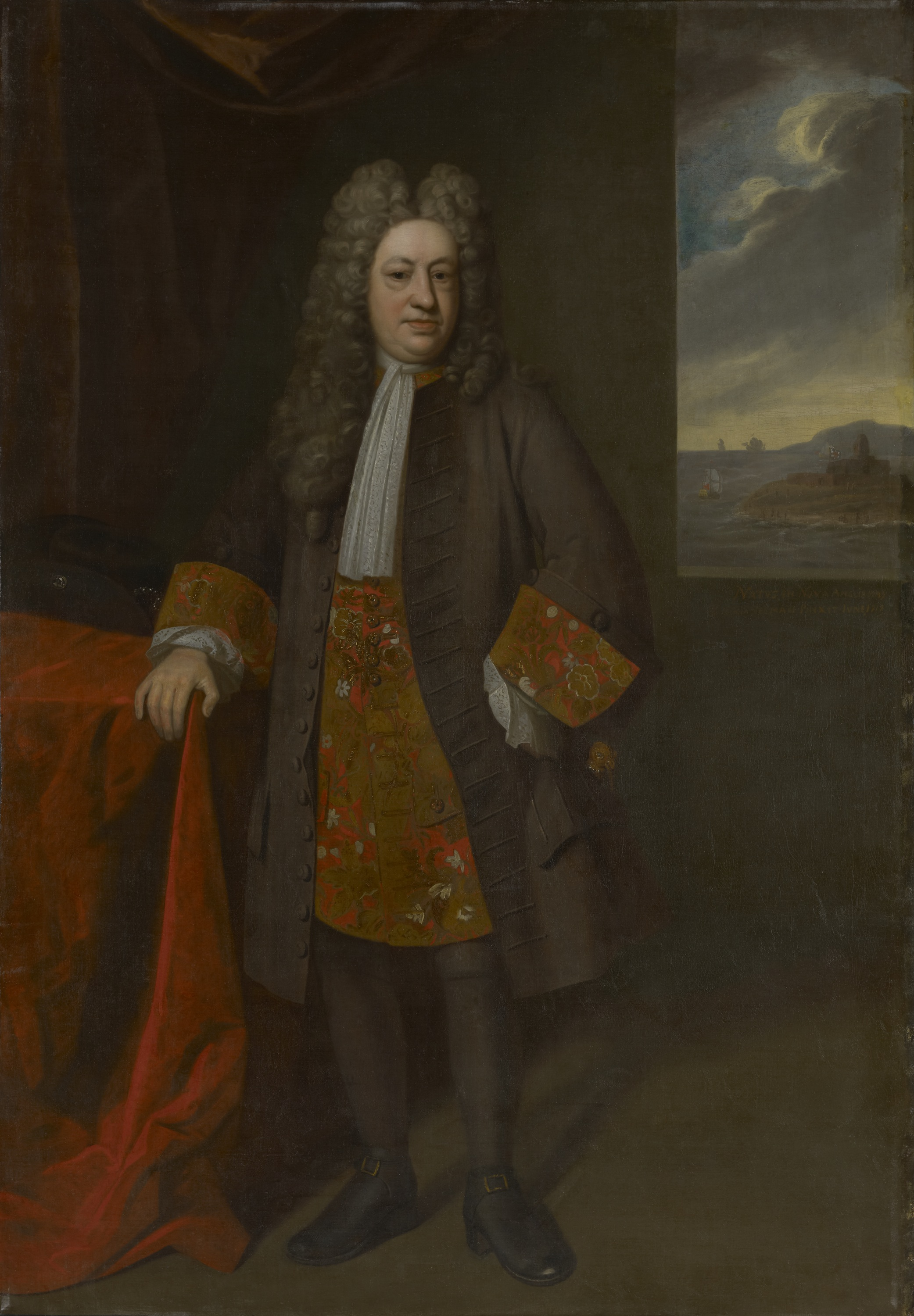
엘리후 예일

예일 대학교의 근원은 1640년대로 거슬러 올라갈 수 있다. 그 당시 목사들이 신세계인 뉴 헤이븐에 유럽식 인문교육의 전통을 세워보고자 노력하였는데 1701년 대학의 헌장(charter)이 수립되면서 그 꿈이 실현되었으며 칼리지어트 스쿨(Collegiate School)이란 이름으로 설립되었다. 미국 독립 이전에 정식 학위 수여를 할 수 있었던 9개의 식민지시대에 설립된 미국의 대학교들 중 하나로서 그 중 3번째로 설립되었다. 1718년 417권의 서적과 영국왕 조지 1세의 초상화, 그리고 아홉 더미 상품의 판매 수익을 전부 기증했던 웨일즈의 상인인 엘리후 예일(Elihu Yale)에게 감사하는 뜻으로 대학의 이름을 예일 칼리지(Yale College)로 다시 짓게 되었다. 예일은 미국 독립 전쟁(1776~1781)을 무사히 견디어 내고 그 후 백 년 동안 급속도로 성장하게 되었다.
19세기와 20세기에 들어서서 일반 대학원과 전문대학원들이 설립되면서 예일은 진정한 대학교로서 모습을 갖추게 되었다. 1810년 의학대학원(Yale School of Medicine), 1822년 신학대학원(Yale Divinity School), 1824년 법학대학원(Yale Law School), 1847년 일반대학원(Yale Graduate School of Arts and
Sciences)이 설립되었다.

## 캠퍼스

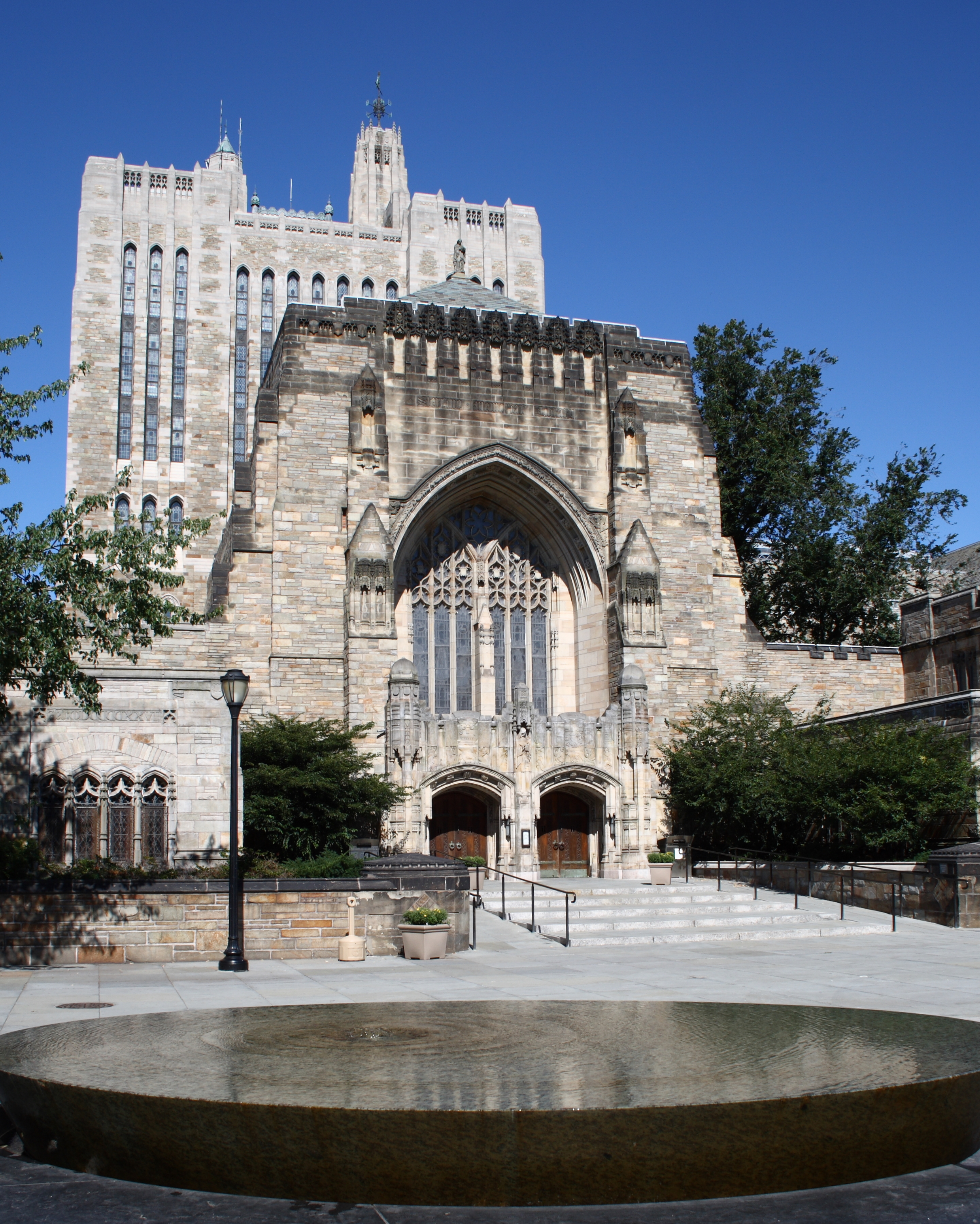
스털링 기념 도서관

캠퍼스는 뉴욕에서 북동쪽으로 120 킬로미터, 보스턴에서는 남서쪽으로 200 킬로미터 떨어진 곳에 위치하고 있다. 중앙 캠퍼스는 뉴 헤이븐 시내에 있는 간호대학원에서부터 나무가 우거진 주택가에 자리 잡은 신학대학원에 이르기까지 310 에이커(1,254,508m²)이며 225개의 건물 중에는 건축 역사의 시기마다 뛰어났던 건축가들의 작품이 많이 있다. 양식은 뉴잉글랜드 콜로니얼 양식으로부터 빅토리안 고딕양식 그리고 무어식 부흥양식에서 현대 양식에 이르기까지 다양한 건축양식을 포함하고 있다. 서쪽 캠퍼스는 뉴 헤이븐시 서쪽으로 7마일 떨어져 위치해 있으며 136 에이커(550,364m²)이고 의학과 과학연구 그리고 그밖의 대학 프로그램들을 위한 1백60만 평방피트의 연구소, 사무소, 창고시설이 있다. 시내에서 버스를 조금만 타고가면 600 에이커(2,428,080m²)가 넘는 운동장과 자연 보존지를 소유하고 있다.
예일 대학교는 1930년대 초기부터 기숙사 중심의 대학 제도를 만들면서 다른 모습을 띠게 되었다. 전체 학부 학생을 약 450명씩 12개의 별개의 공동체로 나누어 작은 대학에서 누릴 수 있는 친근한 분위기와 연구중심의 큰 대학교가 제공하는 방대한 자원을 동시에 누리게 하고 있다. 캠퍼스에서 주목할 만 한 것은 대학 도서관 시설이다. 총 일천 일백만권이 넘는 일반분야 및 특수 분야의 장서와 여러 지역 및 분야별 수집품, 고문서, 기록, 지도, 그리고 공예품들이 소장되어 있다. 캠퍼스 한복판에 자리 잡고 있는 거대하고 웅장한 고딕양식의 스털링 기념 도서관(Sterling Memorial Library)이 있으며 현대식 기하학적 건물인 바이네케 고문서 도서관(Beinecke Rare Book & Manuscript Library)에 팔십 만 권의 희귀 도서와 문헌자료들이 보존되어 있다.
또한 세계에서 제일 규모가 큰 대학 자연사 박물관인 피바디 자연사 박물관도 위치해 있다.

## 구성
예일 대학교는 4년제 학부 예일 칼리지(Yale College), 일반대학원(Graduate School of Arts and Sciences), 그리고 13개의 전문대학원을 합하여 총 15개의 학교로 구성되어 있다. 예일 칼리지에서는 인문사회과학과 이공과학을 가르친다. 예일 칼리지는 81개의 전공이 제공되며 순수학문인 자유 인문(Liberal Arts)에 기초를 두고 있다.
일반대학원과 전문대학원은

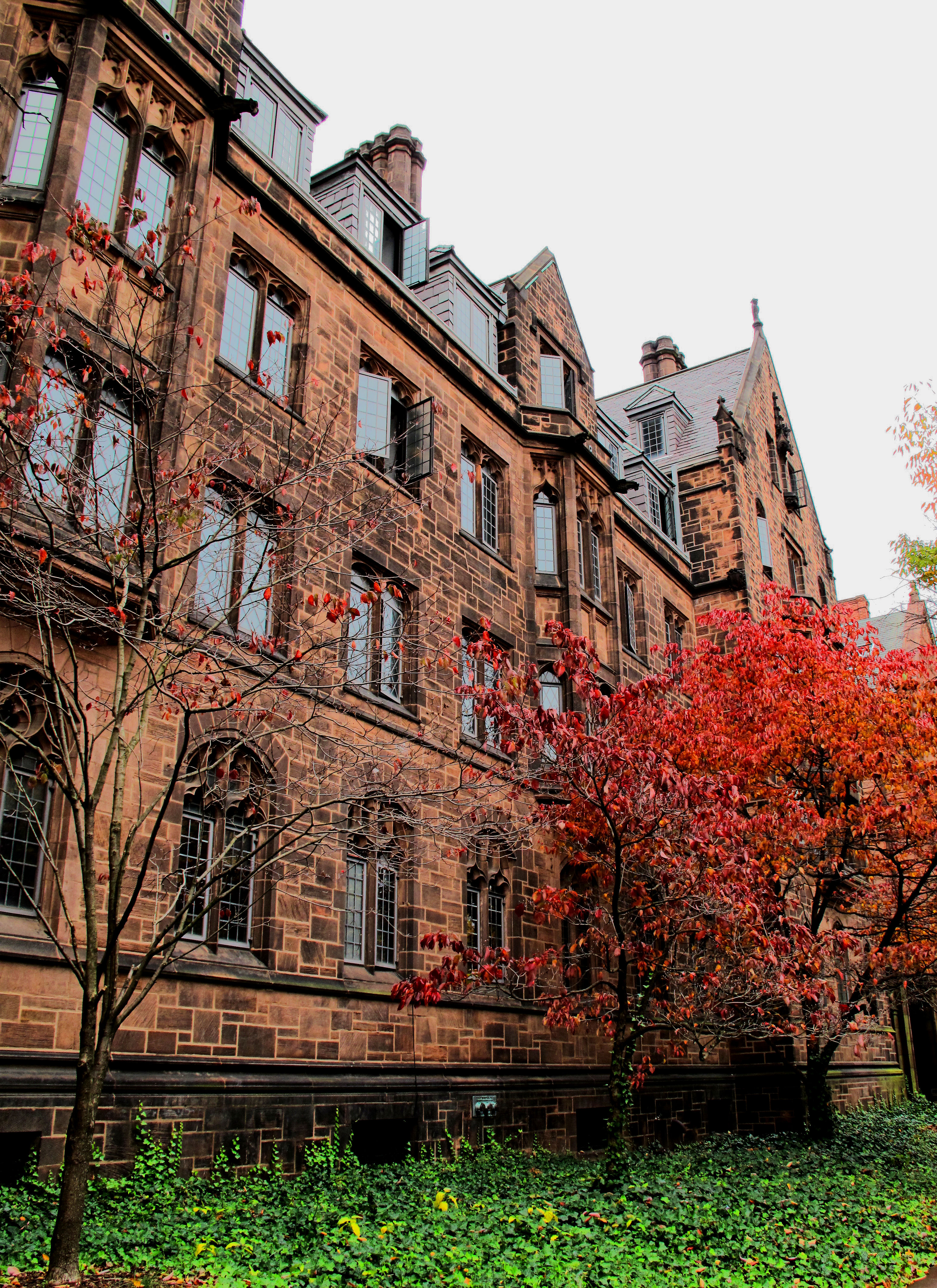
빙햄 홀 (Bingham Hall)

- 의학대학원(School of Medicine)(1810)
- 신학대학원(Divinity School)(1822)
- 법학대학원(Law School)(1824)
- 일반대학원(Graduate School of Arts and Sciences)(1847)
- 미술대학원(School of Art)(1869)
- 산림환경대학원(School of Forestry & Environmental Studies)(1900)
- 간호대학원(School of Nursing)(1923)
- 연극대학원(School of Drama)(1955)
- 건축대학원(School of Architecture)(1972)
- 경영대학원(School of Management)(1974)
- 공공보건대학원(School of Public Health)(1915)
- 공학응용과학대학원(School of Engineering & Applied Science)
- 종교음악대학원(Institute of Sacred Music)이 있다.

## 학부 입학 현황
2018년 졸업예정으로 2014년 가을에 입학하는 학부 신입생의 경우 30,932명의 지원자 중 6.26%인 1,935명이 합격했다. 미국 종합대학 중 스탠포드와 하버드 다음으로 세번째로 낮은 합격률이었다. 합격한 학생들의 등록률(yield rate)은 71.7%로 미국 종합대학 중 세번째로 높았다. 예일 대학교는 70여 개의 학부 전공 과정 내에서 자유 인문 수업을 집중적으로 가르친다. 약 20%의 학부 학생들이 자연과학을, 35%가 사회과학을, 약 45%가 예술 및 인문학 과정을 전공한다.

## 평가
학부는 《U.S. 뉴스 & 월드 리포트》의 미국 종합대학 학부 순위에서 1988년 이후 단 한번도 3위 아래로 벗어난 적이 없으며 현재는 3위이다.
세계 대학 순위에서는 2014년 중국 세계 대학 학술 순위에서 세계 11위, 2014년 영국 타임스 고등교육 세계 대학 평가에서 세계 11위, 타임스 고등교육 세계 대학 학계 평판도 순위에서 세계 8위, 2013년 영국 QS 세계 대학 순위에서 세계 8위, 2013년 아랍에미리트에 본부가 소재한 세계대학랭킹센터(Center for World University Rankings)가 발표한 세계 대학 순위에서 세계 10위, 2013년 《뉴욕 타임즈》 세계 대학 고용 선호도 순위에서 세계 8위를 기록했다.
미국 전문대학원 순위에서는 로스쿨이 1위, 메디컬 스쿨이 7위, 경영대학원이 13위, 미술대학원이 1위, 건축대학원이 2위, 연극대학원이 2위를 차지했다. 또한 경영대학원은 《파이낸셜 타임스》의 2014년 세계 경영대학원 순위에서 세계 10위를 기록했다.
세계경제포럼이 선정한 세계 최상위 26개 대학 중 하나이다.

## 저명한 동문

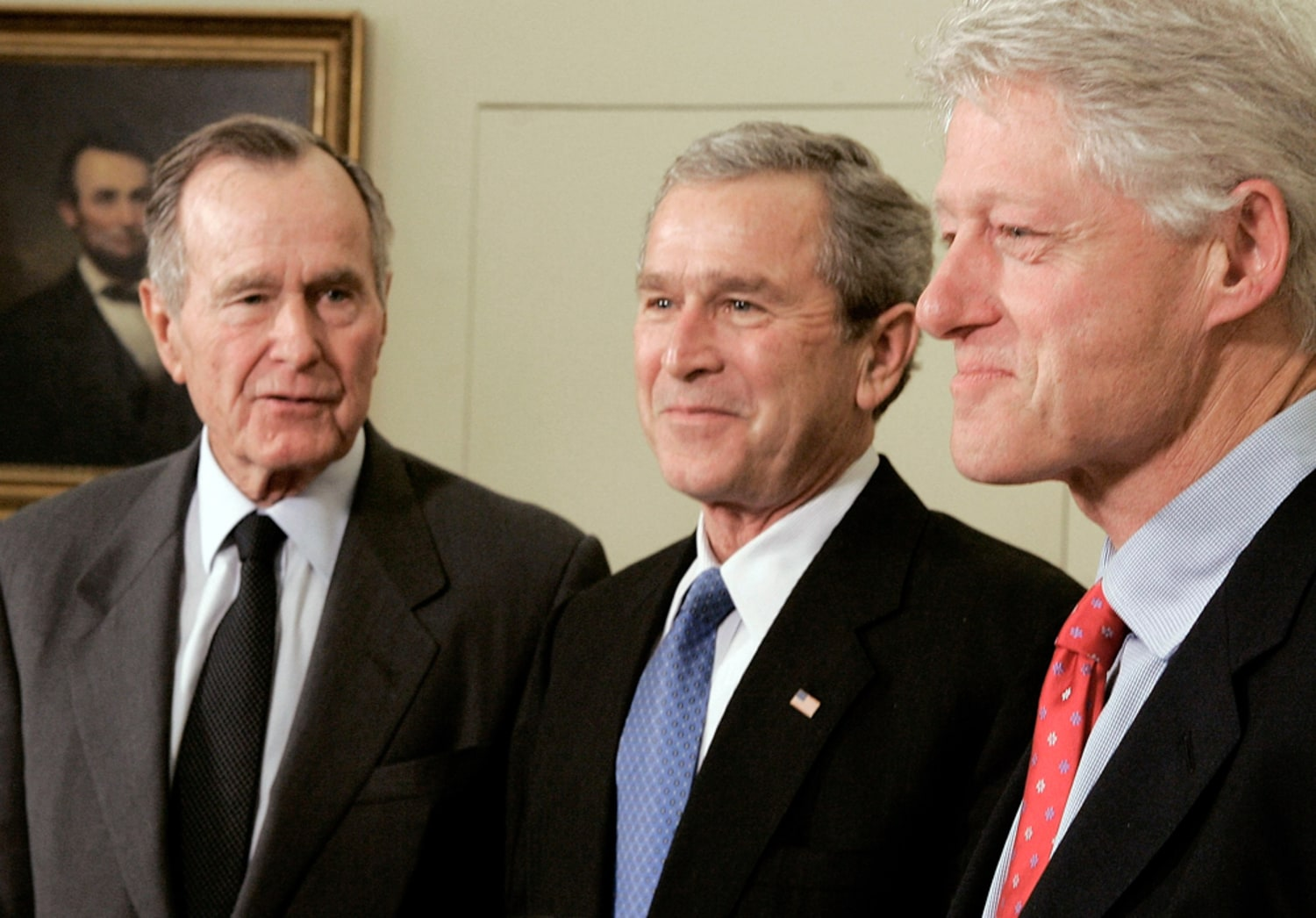
조지 H. W. 부시 (B.A. 1948), 조지 W. 부시 (B.A. 1968), 빌 클린턴 (로스쿨 J.D. 1973)

예일은 수많은 저명한 인재들을 배출했다. 특히 정계에는 전 미국 대통령 태프트, 포드, 조지 H. W. 부시, 빌 클린턴과 조지 W. 부시, 전 대통령 컬훈, 전 독일 대통령 카르스텐스, 전 이탈리아 총리 몬티, 전 멕시코 대통령 세디요, 스웨덴 왕세녀 빅토리아, 전 국무장관 애치슨, 밴스, 힐러리 클린턴, 전 국무장관 케리, 전 UN 대사 볼턴, 전 주중 대사 로크, 캘리포니아 주지사 브라운, 전 뉴욕주 주지사 틸던 등이 예일 출신이다. 법조계에는 연방대법원 대법관 소니아 소토마요르와 클래런스 토머스, 재계에는 세계은행 초대 총재 유진 마이어, 《타임》지 공동 설립자 루스, 모건 스탠리 설립자 해럴드 스탠리, 보잉 회장 제임스 맥너니, 페덱스 설립자 프레더릭 스미스 등이 있으며 학계에는 노벨 화학자 온사게르, 노벨 물리학상 수상자 로런스, 물리학자 기브스, 노벨 경제학상 수상자 크루그먼과 다이아몬드, 경제학자 피셔, 정치학자 퍼트남, 문학/예술 분야에는 노벨 문학상 수상 작가 루이스, 작가 울프, 스폭, 건축가 노먼 포스터, 영화 감독 카잔과 스톤, 배우 메릴 스트립, 조디 포스터, 튜먼, 노턴, 위버, 바셋, 뇽오, 작곡가 아이브스 등이 있다. 그 외에도 발명가 모스, 휘트니, 리 디포리스트, CNN 기자 쿠퍼 등이 예일 출신이다.
한인 동문으로는 전 한국금융학회장 정지만, 전 국무총리 이홍구, 전 해양수산부 장관 장승우, 전 기획예산처 장관 변양균, 청와대 사회정책수석 진영곤, 전 주중대사 정종욱, 전 청와대 경제수석 김태동, 경기도지사 남경필, 연세대학교 초대총장 백낙준, 전 전북대학교 총장 심종섭, 전 금호그룹 회장 박성용, 전 한국경제연구원 원장 최병일, 부산은행 은행장 심훈, 서울대학교 경제학 교수 황윤재 등이 대표적이다.

## 미디어 속의 예일 대학교

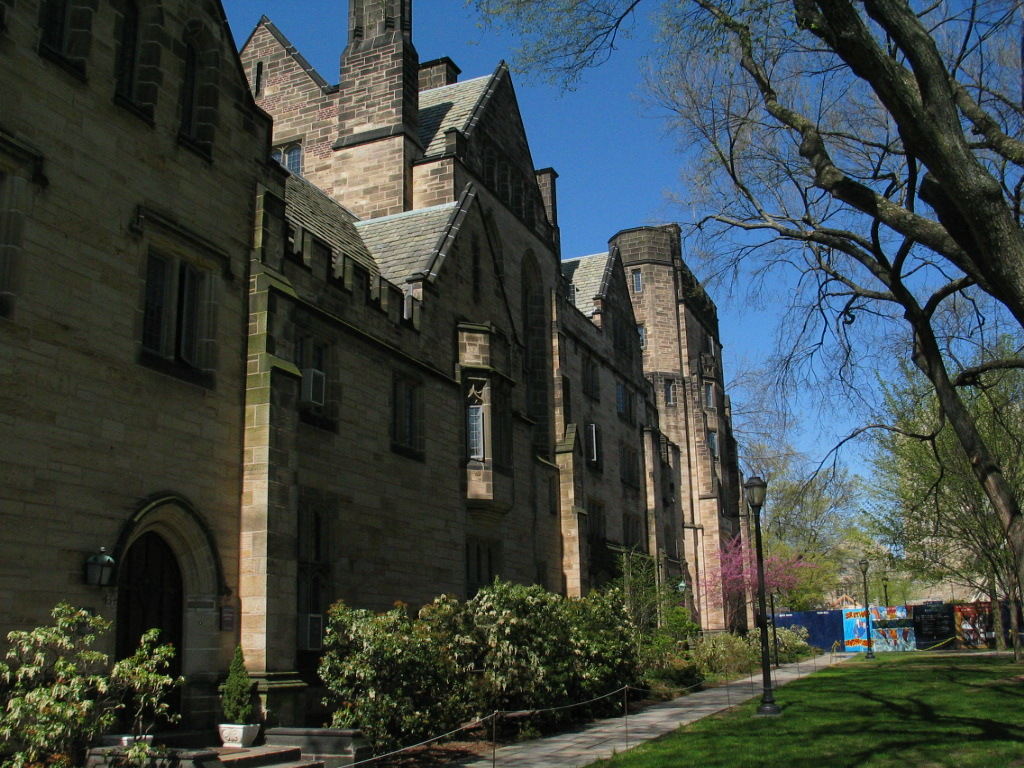

- 《길모어 걸스》 (미국 시트콤, 2000-2007)
- 《인디아나 존스 4》 (미국 영화, 2008)
- 《러브스토리》 (미국 영화, 1970)
- 《위대한 개츠비》 (미국 소설, 1925, 영화, 2013)
- 《벤자민 버튼의 시간은 거꾸로 간다》 (미국 영화, 2009)
- 《가십걸》 (미국 드라마, 2007-2012)
- 《로앤오더》 (미국 드라마, 1990-2010)
- 《웨스트 윙》 (미국 드라마, 1999-2006)
- 《24》 (미국 드라마, 2001-)
- 《더 영 앤 더 레스트리스》 (미국 드라마, 1973-)
- 《아담의 부인》 (미국 영화, 1949)
- 《배트맨》 (미국 만화)

## 같이 보기
- 예일 로스쿨
- 예일 로마자 표기법
- 예일 대학교 총장명단